# Amorphophallus pygmaeus
Amorphophallus pygmaeus är en kallaväxtart som beskrevs av Wilbert Leonard Anna Hetterscheid. Amorphophallus pygmaeus ingår i släktet Amorphophallus och familjen kallaväxter. Inga underarter finns listade.